# 池蓮海
池 蓮海（チ・ヨネ、朝鮮語: 지연해/池蓮海、1912年 - 1972年8月10日）は、日本統治時代の朝鮮および大韓民国の公務員、政治家。沃溝郡守、扶安郡守、第2代韓国国会議員を歴任した。
漢字表記は池連海とも。

## 経歴
全北全州または群山出身。全州北中学校、福岡農業学校卒。全羅北道道属や完州郡、全州府、淳昌郡で長年勤務して道商工課長、沃溝郡・扶安郡郡守を経て、1950年の第2代総選挙に沃溝郡選挙区より無所属で立候補し当選し、国会商工委員会常任委員を務めた。
1972年8月10日、京畿道安養邑の自宅の公営住宅で肝癌により死去。享年61。